# داريل وايت
داريل وايت هو مصرفي كندي، ولد في عقد 1970.